# Егоренки
Егорёнки — деревня в составе Мурашинского района Кировской области. 

## География
Находится на расстоянии примерно 36 километров по прямой на юго-запад от районного центра города Мураши.

## История
Известна с 1891 года, в 1905 году учтено дворов 13 и жителей 47, в 1926 16 и 89, в 1950 17 и 42 соответственно, в 1989 21 житель . До 2021 года входил в Мурашинское сельское поселение Мурашинского района, ныне непосредственно в составе Мурашинского района.

## Население
Постоянное население  составляло 4 человека (русские 100%) в 2002 году, 2 в 2010.